# Festival Internacional da Canção 1966
O Festival Internacional da Canção de 1966 foi a primeira edição do FIC. Aconteceu entre os dias 22 e 30 de outubro de 1966, no Maracanãzinho, no Rio de Janeiro. Foi organizado pelo governo do estado da Guanabara e transmitido pela TV Rio.
A fase nacional foi vencida pela canção "Saveiros" de Dori Caymmi e Nelson Motta interpretada por Nana Caymmi, ficando em segundo lugar "O Cavaleiro" de Geraldo Vandré e Tuca cantada pela última e, em terceiro lugar, "Dia das rosas" de Luiz Bonfá e Maria Helena Toledo defendida por Maysa. A etapa internacional foi ganhada por "Frag Den Wind" de Helmut Zacharias e Carl J. Schauber interpretada por Inge Brück, representando a Alemanha. O Brasil, representado por Nana Caymmi terminou a competição no segundo lugar.

## Fase Nacional

### Seleção
Se inscreveram para a fase nacional do festival um total de 1956 canções. As 36 selecionadas foram anunciadas em 31 de agosto, enquanto os intérpretes foram anunciados em 22 de setembro de 1966.

### Formato
As 36 canções selecionadas foram divididas em duas eliminatórias (22 e 23 de outubro) com 18 canções cada. Após a conclusão da segunda eliminatória, foram anunciadas as 14 finalistas.

### Final Nacional
A final nacional aconteceu em 24 de outubro de 1966, no Maracanãzinho, Rio de Janeiro. O Resultado foi o seguinte:
- 1º Lugar: "Saveiros" (Dori Caymmi e Nelson Motta), com Nana Caymmi.
- 2º Lugar: "O Cavaleiro" (Tuca e Geraldo Vandré), com Tuca.
- 3º Lugar: "Dia das rosas" (Luiz Bonfá e Maria Helena Toledo), com Maysa.

## Fase Internacional

### Formato
A fase internacional tinha representantes de 27 países diferentes divididas em duas eliminatórias (27 e 28 de outubro), avançando um total de 14 canções para a final. Vale ressaltar que nesta edição o Brasil também participou da fase eliminatória.

### Primeira Eliminatória
| Ordem | País            | Interprete(s)      | Canção                      | Resultado |
| ----- | --------------- | ------------------ | --------------------------- | --------- |
| 1     | Venezuela       | German Rivas       | "El Banco del Amor"         |           |
| 2     | Iugoslávia      | Anica Zubovic      | "Diga-me Querida"           |           |
| 3     | Espanha         | Dúo Dinamico       | "Un Día LLegará"            | Finalista |
| 4     | Suíça           | Bob Azzan          | "Appelle-Moi"               |           |
| 5     | Itália          | Lucia Altieri      | "Se Potessi Amare Te"       | Finalista |
| 6     | Colômbia        | Los Tolimenses     | "Me LLevarás en Ti"         |           |
| 7     | Hungria         | Joszef Nemeth      | "A Stranger in my Hometown" | Finalista |
| 8     | Peru            | Betty Misiego      | "Maria Sueños"              | Finalista |
| 9     | União Soviética | Eduard Khil        | "A Lyudi Ukhodyat V More"   | Finalista |
| 10    | México          | Roberto Cantoral   | "La Piel"                   |           |
| 11    | França          | Guy Mardel         | "L'Amour Toujours L'Amour"  | Finalista |
| 12    | Chile           | Glória Simonetti   | "Rosa Triste"               |           |
| 13    | Portugal        | Simone de Oliveira | "Começar de Novo"           | Finalista |
| 14    | Áustria         | Udo Jurgens        | "Geh' Vorbei"               | Finalista |

### Segunda Eliminatória
A canção que representaria Trinidad e Tobago, que seria a antepenúltima canção a ser apresentada na segunda eliminatória, foi desclassificada, pois o intérprete ainda não havia chegado a tempo ao Rio de Janeiro.
| Ordem | País              | Interprete(s)  | Canção                            | Resultado |
| ----- | ----------------- | -------------- | --------------------------------- | --------- |
| 1     | Bélgica           | Chanteclair    | "Le Danseur de Corde"             |           |
| 2     | Argentina         | Juan Ramón     | "No sé dicie adiós"               |           |
| 3     | Polónia           | Irene Santor   | "We Are Alredy So Far Each Other" |           |
| 4     | Canadá            | Allan Blye     | "It Never Came To Be"             |           |
| 5     | Paraguai          | Amabay         | "En Una Noche Azul"               |           |
| 6     | Alemanha          | Inge Brück     | "Frag Den Wind"                   | Finalista |
| 7     | Brasil            | Nana Caymmi    | "Saveiros"                        | Finalista |
| 8     | Israel            | Rivka Raz      | "Raprida"                         | Finalista |
| 9     | Japão             | Chiemi Eri     | "Watashi Dake No Anata"           | Finalista |
| 10    | Suécia            | Lill Lindfords | "Hey Tyste Man, Hey!"             |           |
| 11    | Reino Unido       | Wayne Fontana  | "Gina"                            | Finalista |
| 12    | Trinidad e Tobago | Mighty Sparrow | "No Money, No Love"               | Desc      |
| 13    | Grécia            | Yovanna        | "Fire"                            |           |
| 14    | Estados Unidos    | Goggi Grant    | "Song of Nostalgia"               | Finalista |

### Final Internacional
A final internacional aconteceu em 30 de outubro de 1966, no Maracanãzinho, Rio de Janeiro. O Resultado foi o seguinte:
| Ordem | País            | Interprete(s)      | Canção                      | Resultado |
| ----- | --------------- | ------------------ | --------------------------- | --------- |
| 1     | Espanha         | Dúo Dinamico       | "Un Día LLegará"            | —         |
| 2     | Itália          | Lucia Altieri      | "Se Potessi Amare Te"       | —         |
| 3     | Hungria         | Joszef Nemeth      | "A Stranger in my Hometown" | —         |
| 4     | Peru            | Betty Misiego      | "Maria Sueños"              | —         |
| 5     | União Soviética | Eduard Khil        | "A Lyudi Ukhodyat V More"   | —         |
| 6     | França          | Guy Mardel         | "L'Amour Toujours L'Amour"  | 3º        |
| 7     | Portugal        | Simone de Oliveira | "Começar de Novo"           | 4º        |
| 8     | Áustria         | Udo Jürgens        | "Geh' Vorbei"               | —         |
| 9     | Alemanha        | Inge Brück         | "Frag Den Wind"             | 1º        |
| 10    | Brasil          | Nana Caymmi        | "Saveiros"                  | 2º        |
| 11    | Israel          | Rivka Raz          | "Raprida"                   | —         |
| 12    | Japão           | Chiemi Eri         | "Watashi Dake No Anata"     | —         |
| 13    | Reino Unido     | Wayne Fontana      | "Gina"                      | —         |
| 14    | Estados Unidos  | Gogi Grant         | "Song of Nostalgia"         | —         |